# 吴承洛
吴承洛（1892年—1955年），字涧东，男，福建浦城人，中国化学家、社会活动家，曾任中国化学会会长、理事长。